# Peggy Dow
Peggy Dow (născută Peggy Josephine Varnadow; n. 18 martie 1928, Mississippi, SUA) este o filantroapă și fostă actriță americană. Aceasta a avut o carieră de scurtă durată (1949–1952) la Hollywood și a apărut în lungmetraje spre finalul anilor 1940. A devenit cunoscută pentru rolurile din Harvey (1950) și Bright Victory⁠(d) (1951).

## Biografie
Născută în Columbia, Mississippi⁠(d), s-a mutat la vârsta de 4 ani, împreună cu familia ei, în Covington, Louisiana⁠(d). A urmat liceul și colegiul preuniversitar⁠(d) la Gulf Park College din Gulfport, Mississippi⁠(d) (în prezent campusul Gulf Park⁠(d) al Universității din Southern Mississippi⁠(d)), apoi și-a încheiat studiile universitare la School of Speech din cadrul Northwestern University din Illinois în 1948. De asemenea, a apărut în piese de teatru în perioada studenției.

## Cariera
După o scurtă perioadă în radio și modelling, Dow a fost observată de un agent de talente și a primit un rol într-o emisiune de televiziune în februarie 1949. Datorită acestui rol, a obținut un contract cu Universal Studios pentru următorii șapte ani. A apărut în nouă filme pe parcursul carierei, cele mai cunoscute roluri ale sale fiind asistenta Kelly în Harvey (1950) și Judy Greene în Bright Victory⁠(d) (1951). A avut roluri principale în filmele de comedie Reunion in Reno⁠(d) și You Never Can Tell⁠(d) (ambele din 1951).
Dow s-a retras din actorie după trei ani pentru a se căsători cu petrolistul Walter Helmerich III din Tulsa, Oklahoma în 1951. A devenit președinta afacerii Helmerich & Payne⁠(d) a familiei sale. Au fost căsătoriți până la moartea sa în 2012. Cuplul a avut cinci fii. A devenit o susținătoare activă a bibliotecilor și a contribuit la alte organizații caritabile.
Premiul literar Peggy V. Helmerich Distinguished Author Award⁠(d), acordat anual începând din 1985 unui autor distins de către Tulsa Library Trust⁠(d), este numit în onoarea sa. De asemenea, școala de teatru din cadrul Universității din Oklahoma și auditoriul Annie May Swift Hall de la Northwestern University School of Communication îi poartă numele.

## Filmografie
- Your Show Time (antologie de televiziune) (1949)
- Undertow (1949)
- Woman in Hiding (1950)
- Shakedown (1950)
- The Sleeping City (1950)
- Harvey (1950)
- Bright Victory (1951)
- You Never Can Tell (1951)
- Reunion in Reno (1951)
- I Want You (1951)
- The Cases of Eddie Drake (serial de televiziune) (1952)